# Cold Crush Brothers
I Cold Crush Brothers sono un gruppo hip hop statunitense, originario di New York.
Sono stati tra le prime crew hip hop e hanno pubblicato singoli di rilevante importanza, come Fresh, Wild, Fly & Bold e Punk Rock Rap.

## Discografia
- 2004 - Fresh Wild & Bold
- 2005 - Old School Classics (Ol' Skool)